# Banswada
Banswada es una ciudad censal situada en el distrito de Kamareddy en el estado de Telangana (India). Su población es de 28384 habitantes (2011). Se encuentra a 41 km de Nizamabad y 143 km de Hyderabad, la capital del estado.

## Demografía
Según el censo de 2011 la población de Banswada era de 28384 habitantes, de los cuales 13748 eran hombres y 14636 eran mujeres. Banswada tiene una tasa media de alfabetización del 73,87%, superior a la media estatal del 67,02%: la alfabetización masculina es del 82,36%, y la alfabetización femenina del 66,03%.